# Erstabruden
Erstabruden är en mycket stor och gammal tall på fastigheten Grinsbyn 2:1, väster om sjön Stora Bör på Dalboredden i västra Värmlands län. Erstabruden uppskattas vara omkring 300 år gammal.
Erstabruden, som är belägen i Dalslandsdelen av Silleruds församling, är vid basen cirka en meter i diameter.
Norr om trädet finns två ”vilstenar”. Dessa är tillsammans med trädet i fornminnesregistret klassade som "övrig kulturhistorisk lämning".
Här har Karlstad stift inrättat ett kyrkoreservat, cirka 400 kvadratmeter runt tallen, som kommer att hållas röjt och trädfritt. Syftet med reservatet är att bevara och förstärka de upplevelse-, kultur- och naturvärden som är knutna till platsen och den gamla tallen.
Sägnen säger att en brud som just stod i begrepp att gifta sig, ångrade sig och sprang till Erstatallen för att träffa sin sanna älskade.